# Distoechodon tumirostris
Distoechodon tumirostris är en fiskart som beskrevs av Peters, 1881. Distoechodon tumirostris ingår i släktet Distoechodon och familjen karpfiskar. IUCN kategoriserar arten globalt som livskraftig. Inga underarter finns listade i Catalogue of Life.